# Во (Мозель)
Во (фр. Vaux) — коммуна на северо-востоке Франции, регион Гранд-Эст (бывший Эльзас — Шампань — Арденны — Лотарингия), департамент Мозель. Входит в кантон Арс-сюр-Мозель. Винодельческая коммуна, производящая вино Moselle (AOC).

## Географическое положение
Во расположен в 280 км к востоку от Парижа и в 8 км к западу от Меца.

## История
- В XI веке Во принадлежал аббатствам Сен-Симфорьян и Сент-Глоссенд в Меце. Во был укреплённым поселением и имел 5 ворот.
- В 1444 году здесь было место битвы между наёмниками и городом Мецем.
- Жители исторически занимались виноделием.

## Демография
По переписи 2011 года в коммуне проживало 866 человек.

## Достопримечательности
- Фортифицированный дом XVI века. Многочисленные старинные дома виноделов.
- Церковь Сен-Реми, XIV век.